# Средновековни румънски земи
Средновековните румънски земи са под властта на България и Унгария до XIV век.

## Късно средновековие
Първите исторически засвидетелствани войводи/владетели са в Трансилвания, която от 1003 г. е под властта на короната на Св. Стефан. В рамките на кралство Унгария (до битката при Мохач), Трансилвания не е единна, а разделена на комитати. Областта е разделена на Ердел, Банат, Кришана и Марамуреш.
Титулът войвода на Ердел се среща за първи път в исторически документи през 1193 г. Цялата територия на областта е под властта на един войвода след 1263 г. Войводата на Ердел от 1263 г. е върховен магистрат и военен командир на седемте крепости, като неговата юрисдикция е ограничена спрямо сасите от свободните градове и секеите охраняващи карпатската граница. Последните били на директно подчинение на унгарския крал. Избухването на трансилванско селско въстание през 1437 г., провокира създаването на Съюз на трите нации, насочен срещу православните власи с тяхното влашко право.
Първите войводи във Влашко са легендарни, а имената им са Мишеслав, Сенеслав, Тихомир, Иванко. Влашката земя се сдобива с известна самостоятелност през първата половина на XIV век при Иванко I Басараб. Това се случва непосредствено след битка при Велбъжд и с битката при Посада, когато Влахия е опазена от унгарска инвазия и подчинение.
Молдовската земя, подобно на влашката, също придобива самостоятелност в борба срещу кралство Унгария. Начело на тази борба е Богдан I, войвода на Марамуреш. От 1359 г. е самостоятелен, поради което и земята му става известна и отразявана в средновековните хроники, като Богдания. Богдан отстоява самостоятелността на земята си освен срещу Унгария, но и срещу Златната орда и кралство Полша.
С падането на Търновското царство под османска власт, Влашко и Молдова се обособяват като самостойни владения. Мирчо Стари е първият владетел с титул господар. Мирча Стари е господар след като е свален Влад I Узурпатор, т.е. от 1397 г. Първият писмен документ в който владетелят на Молдова се титулова господар носи датата 29 юни 1400 г., и се отнася за Александър Добрия, което показва, че земите на Влашко и Молдова са били интегрална част от Търновското царство, но ползващи се през XIV век с известна самостоятелност. От XV век двете страни са автономни, предвид резултатите от битката при Ровине и битката при Никопол. Османската империя се опитва през целия XV век да подчини двете господарства, но не напълно.  Васалитета им не е пълен, като във Влашко на власт се установява фамилията Басараб, като двата и клона си оспорват властта с османска помощ – Данещи и Дракулещи. В Молдова на власт е фамилията Мушати.

## Ново време
През последните десетилетия на XV век дотогавашната широка търговия с кожи, зърно, мед и восък на дунавските княжества със Свещената Римска империя, Полша и Венеция, се свива, за да се превърне вече халифската Османска империя – в основен пазар на тази продукция.

## Галерия
- Дунавските княжества
(1330 – 1395)
- Дунавските княжества
(1396 – 1484)
- Дунавските княжества
(1484 – 1672)
- Дунавските княжества при Михай Храбри (1600)